# Ludovic Zoretti
Ludovic Zoretti (* 29. Juni 1880 in Marseille; † 22. Januar 1948 in Carrère, Lot-et-Garonne) war ein französischer Mathematiker, Gewerkschafter und Politiker (SFIO, RNP).

## Leben

### Ausbildung
Zoretti besuchte das Lyzeum in Marseille und war 1899 in den Prüfungen für die École polytechique landesweit Zweiter und für die École normale supérieure Erster. 1902 machte er seinen Abschluss an der École normale supérieure (Agrégation) und war dort danach Bibliothekar. 1904 bis 1908 war er Gymnasiallehrer in Rochefort, wobei er daneben 1905 promovierte (Sur les fonctions analytiques uniformes qui possèdent un ensemble parfait discontinu de points singuliers, Gauthiers-Villars 1905). 1908 bis 1911 war er Maître de conférences an der Universität Grenoble und 1911 bis 1939 Professor für Mechanik an der Faculté des Sciences an der Universität Caen.
Er schrieb frühe Arbeiten über mengentheoretische Topologie und den Artikel Punktmengen in der Enzyklopädie der mathematischen Wissenschaften.

### Politische und gewerkschaftliche Tätigkeit
Seit 1917 Mitglied der Allgemeinen Gewerkschaftsbundes (CGT) war vor allem auf dem Gebiet der gewerkschaftlichen Vertretung von Lehrern und an Universitätsangestellten tätig. 1928 bis 1939 war er Sekretär der Fédération Générale de l’Enseignement, wo er für eine Einheitsschule eintrat.
Seit 1914 Mitglied der Section française de l’Internationale ouvrière (SFIO) und als überzeugter Pazifist (der seine Ansichten auch vehement auf dem Kongress der SFIO in Nantes 1939 vertrat) verlor er 1939 seine Ämter (an der Universität und bei der SFIO) und wurde 1940 sogar vor ein Militärgericht gestellt.

### Kollaboration
Mit Beginn der deutschen Besatzung Frankreichs 1940 wandte sich Zoretti dem Vichy-Regime und der Kollaboration mit den deutschen Besatzern zu. 1941 trat er der mit den Deutschen und dem Vichy-Regime kollaborierenden Rassemblement national populaire (RNP) von Marcel Déat in leitender Funktion bei (Mitglied des fünfzehnköpfigen Verwaltungsrats und Delegierter für die Südzone). In das Unterrichtswesen wurde er erst 1944 wieder eingebunden.

### Nachkriegszeit
Nach dem Krieg wurde er zuerst zum Tod verurteilt, was dann in 8 Jahre Haft geändert wurde. Er starb in einem Internierungslager.

## Schriften
- Leçons sur le prolongement analytique, Gauthiers-Villars 1911